# Wind (Gigi Masin)
Wind è l'album di debutto del produttore e compositore italiano Gigi Masin. Non è mai stato ufficialmente distribuito e le uniche copie che ne sono state fatte (soltanto cinquecento) venivano vendute personalmente dall'artista. Con il tempo è diventato oggetto di culto, non solo per la sua impossibile reperibilità, ma anche per i campionamenti che personalità musicali come Björk e Nujabes hanno fatto di alcuni pezzi. Uno dei pezzi, Shallow's Tempest, venne inserita nella colonna sonora dell'episodio 10 della seconda stagione della serie televisiva statunitense Master of None.

## L'album
Gigi Masin non ebbe alcuna formazione musicale e l'occasione di produrre un album interamente di sue composizioni arrivò soltanto dopo un periodo di militanza a teatro e presso gli studi della Rai, per la quale soprattutto componeva brani per documentari. Wind venne prodotto dalla fittizia casa discografica The Bear on the Moon ed interamente realizzato utilizzando un piccolo sintetizzatore con il quale Masin ebbe modo di scoprire «un mondo molto personale.»

### Distribuzione e riscoperta
Sull'etichetta del lato B del vinile è scritto "Disco non in vendita" e di fatto chi voleva una copia di Wind si recava direttamente a casa di Masin, oppure gli mandava una richiesta scritta. Tuttavia, a causa di un'alluvione che colpì Venezia, tutte le stampe del disco vennero distrutte da un'inondazione.
Le copie sopravvissute divennero oggetto ambito di moltissimi collezionisti di musica, non solo italiani, ed il loro prezzo crebbe fino a toccare i cinquecento euro e dollari. 
Nel 2015, l'artista, che giudicava queste cifre «indecenti», attraverso la sua casa discografica, diede alle ristampe il suo lavoro, dandogli una più ampia distribuzione.

## Tracce
Tutte le composizioni di Gigi Masin.
1. Call Me – 4:28
2. Tears of Clown – 3:55
3. Swallows' Tempest – 6:58
4. Tharros – 3:04
5. Consequences of Goodbyes – 4:00
6. Underwater Current – 4:24
7. The Wind Song – 5:45
8. Conversations – 2:56
9. Celebration of Eleven – 4:54
10. The Sea of Sand – 5:28

## Formazione
- Gigi Masin: voce, sintetizzatore, pianoforte, chitarra, nastri magnetici
- Alessandro Monti: basso elettrico, pianoforte, coro
- Marco Barel: sassofono tenore
- Massimo Donã: tromba